# برت رمسن
برت رمسن (انگلیسی: Bert Remsen؛ ۲۵ فوریهٔ ۱۹۲۵ – ۲۲ آوریل ۱۹۹۹) یک هنرپیشه اهل ایالات متحده آمریکا بود.
از فیلم‌ها یا برنامه‌های تلویزیونی که وی در آن نقش داشته است می‌توان به نگاهی به بیرون، مک‌بی و خانم میلر، ریشخند و نشویل اشاره کرد.